# Дельго
«Дельго» (англ. Delgo) — американский анимационный фильм.

## Сюжет
В экзотическом мире живут две расы: локки и норны. Локки правят землёй и обладают магией камней, норны — небом, потому как имеют крылья; поэтому живут они раздельно, в состоянии хрупкого мира.
И всё шло относительно мирно, пока Дельго — представитель локки — не повстречал Кайлу — представителя норна. Двое молодых людей симпатизировали друг другу, но встреча закончилась неблагополучно. Девушка потеряла брошь, которая досталась ей от умершей матери.
Дельго и Кайла, спустя некоторое время, снова встречаются. Завязывается разговор о отношениях между их народами. Норн говорит, что лучше всем всё забыть и жить в мире, локки возмущённо восклицает, что нельзя забыть то, что унесло столько жизней. Закончив на неприятной ноте разговор, Кайла улетает, а Дельго видит, как за ней улетает, недавно чуть не съевший его, белый дракон.
Позже, Дельго и его друга — Фило обвиняют в похищении принцессы. В соседней клетке он видит запертого норна — бывший генерал Боггартус. Объединив силы, втроём они сбегают из тюрьмы, чтобы спасти оба королевства из-за надвигающейся войны, в связи с тем, что короля норнов Зана уверили в том, что его дочь украдена локками.
Тем временем сама Кайла находится в плену амбициозной и властолюбивой сестры короля — Седэссы. Ту отправили в изгнании, лишив её крыльев из-за того, что она убила королеву — мать Кайлы. Пока тройка спасателей — Дельго, Боггартус и Фило — добирались до замка Седэссы и вызволяли её оттуда, между народами началась войны.
Войска Седэссы захватывают замок и атакуют оба народа. Далее узнаётся, что Райус — предатель короля и заодно с изгнанницей. Он тот, кто сделал так, чтобы Боггартус оказался в тюрьме и похитил принцессу.
Седэсса занимает трон, а оба народа оказываются под угрозой. Кайла летит к войскам и приказывает помочь локки в сражении с армией Седэссы, а Дельго отправляется спасать короля норнов.
Армия Седэссы бежит от стада животных, которое пригнал Фило, а Седэсса побеждена. Между народами наконец-то наступает мир.

## В ролях
- Фредди Принц-младший
- Энн Бэнкрофт
- Вэл Килмер
- Дженнифер Лав Хьюитт
- Крис Каттен
- Келли Рипа
- Эрик Айдл
- Майкл Кларк Дункан
- Малкольм Макдауэлл
- Сьюзан Беннетт